# Heinrich Ritter
Pour les articles homonymes, voir Ritter.
Heinrich Ritter, né le 21 novembre 1791 à Zerbst et mort le 3 février 1869 à Göttingen, est un philosophe allemand. Il a professé la philosophie à Berlin, à Kiel et Gœttingue.
Il laissé des ouvrages estimés sur l’histoire de la philosophie : Histoire de la philosophie (1829-1853), qui a été en partie traduite en français (Histoire de la philosophie ancienne, traduite par M. Tissot, 4 vol. in-8, 1836 ; Histoire de la philosophie chrétienne, traduite par Trullars, 2 vol. in-8, 1843) ; Essai sur la philosophie allemande depuis Kant, 1853, etc.

## Œuvres
En allemand :
- Vorlesungen zur Einleitung in die Logik. bei T. Trautwein, Berlin. 1823.
- Abriss der philosophischen Logik. 1824.
- Geschichte der Philosophie. Hamburg 1829–1853.
- Ueber das Verhältnis der Philosophie zum Leben. 1835
- avec Ludwig Preller (de): Historia philosophiae Graeco-Romanae. 1838. 7. Auflage 1888.
- Kleine philosophische Schriften. 1839–1840.
- Versuch zur Verständigung über die neueste deutsche Philosophie seit Kant. 1853.
- System der Logik und Metaphysik. 1856.
- Die christliche Philosophie bis auf die neuesten Zeiten. 2 Bände. 1858–1859. Ein Supplement zur Geschichte der Philosophie.
- Encyklopädie der philosophischen Wissenschaften. 1862–1864.
- Ernest Renan, über die Naturwissenschaften und die Geschichte. 1865.
- Über das Böse und seine Folgen. 1869.